# 職業摔角

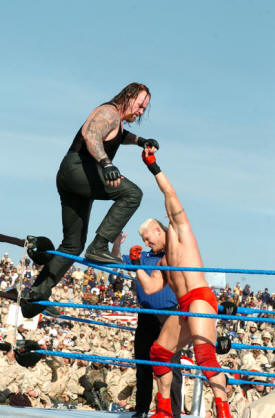
世界摔角娛樂選手The Undertaker正在使用Old School进行职业摔跤比赛

職業摔角（英語：Professional Wrestling），為任何以表演方式進行的摔跤比賽，而比賽內容及結果都經事先計劃。現時的職業摔角都加入了打擊技等元素，讓比賽更加豐富精采和具备观赏性。
現代職業摔角是一種在擂台上，以競技方式進行的表演藝術。而比賽的真實感也因不同國家、不同的文化而有所不同。大致上可分為三類：日本職業摔角最富真實感，賽前賽後都有認真的頒獎儀式，而他們的招式也以打倒對手為主，主攻對手一擊即中的地方，如頭部，這種摔角例子有新日本職業摔角。墨西哥摔角就比較有娛樂性，他們以華麗的空中殺法為主，配以摔角選手面具的造型，這種摔角的最佳例子是 CMLL。而美國摔角著重比賽的故事趣味性，比賽中途其他選手混入并突然改变比赛发展趋势，賽前賽後都有摔角選手的訪問、對話甚至互相偷襲，极力表現运动员们所扮演的特殊人物形象以及相互之间错综复杂的关系。這種比賽的代表者正是現時全球最大的摔角組織：世界摔角娛樂（WWE）。
职业摔角虽然表演娱乐为主，但是危险性很高，普通观众不可因好奇而模仿，而即使经过专业训练的摔角選手，不时也会发生事故意外甚至生命危险，这也令这项运动具有极高的观赏刺激性。
而台灣也有眾多職業摔角聯盟，其中較多人熟知的新台灣娛樂摔角聯盟及帕舒路職業摔角至今也時常舉辦賽事。

## 外部連結
- 世界摔角娛樂 （页面存档备份，存于）
- 新日本職業摔角 （页面存档备份，存于）
- 全日本職業摔角 （页面存档备份，存于）
- NOAH 日本職業摔角（页面存档备份，存于）